# Santippe (nome)
Santippe  è un nome proprio di persona italiano femminile.

## Varianti
- Femminili: Santippa[1][2][3]
- Maschili: Santippo[1][2][3]

### Varianti in altre lingue
- Bulgaro: Ксантипа (Ksantipa)
  - Maschili: Ксантип (Ksantip)
- Catalano: Xantipa[4]
  - Maschili: Xàntip
- Francese: Xanthippe
  - Maschili: Xanthippe

- Greco antico: Ξανθίππη (Xanthippe)[2][5]
  - Maschili: Ξάνθιππος (Xanthippos)[5]
- Latino: Xantippes[1], Xantippa[1]
  - Maschili: Xantippus[1]
- Polacco: Ksantypa

- Portoghese: Xântipe
  - Maschili: Xantipo
- Russo: Ксантиппа (Ksantippa)
  - Maschili: Ксантипп (Ksantipp)
- Spagnolo: Jantipa[4], Xantipa[4]
  - Maschili: Jantipo

## Origine e diffusione

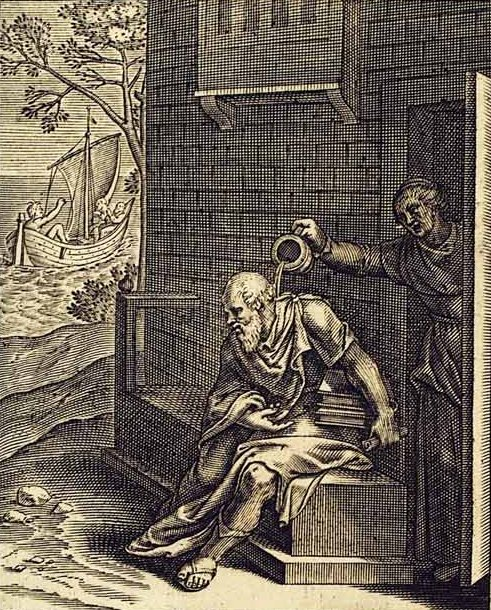
Socrate e Santippe in un'illustrazione del 1600

Deriva dal greco Ξανθίππη (Xanthippe), femminile di Ξάνθιππος (Xanthippos), composto da ξανθος (xanthos, "biondo" oppure "fulvo") e ‘ιππος (hippos, "cavallo"); può essere interpretato in vari modi, come "cavaliera bionda", "cavalla bionda" o "che ha cavalli biondi". Il primo elemento si trova anche nel nome Xanto, mentre il secondo, assai diffuso nell'onomastica greca, si può ritrovare ad esempio in Ippolito, Ipparco, Ippocrate, Egesippo, Filippo e Melanippo.
Anche se non mancano esempi storici del maschile - come Santippo, il padre di Pericle - il nome è principalmente noto al femminile per via di Santippe, la sposa del filosofo Socrate, passata alla storia come prototipo della moglie bisbetica. Naturalmente, per lo stesso motivo, il nome riscontra una diffusione scarsissima, nonostante la presenza di una santa spagnola così chiamata.

## Onomastico
L'onomastico si può festeggiare il 23 settembre in memoria di santa Santippa, donna spagnola seguace degli apostoli, citata negli Atti di Santippe e Polissena.

## Persone
- Santippe, moglie di Socrate

### Variante maschile Santippo
- Santippo, stratega spartano
- Santippo di Atene, politico e militare ateniese